# 达赖巴图尔
多尔济（?—?），号达赖巴图尔，和硕特部台吉，固始汗第六子。
固始汗占领西藏，以他为青海和硕特右翼首领。帮助哥哥达延鄂齐尔汗管理西藏事务，入贡清朝。1654年，固始汗去世，顺治帝派官员致祭。他派人入京致谢，请在西宁东设置驿站，被拒绝。1675年，青海的台吉趁王辅臣反清之机，举兵侵犯河西。他受达赖传谕，防备噶尔丹对青海的侵犯。1679年，准噶尔的楚琥尔乌巴什的儿子罕都还有额尔德尼和硕齐，为了逃避噶尔丹，逃到漠南蒙古，劫掠乌拉特达里台吉的人畜。康熙帝让多尔济调查，多尔济说罕都是噶尔丹的属下，不便调查。不久多尔济去世。子萨楚墨尔根台吉、策旺喇布坦、毕噜咱纳。